# Livgardet till häst församling
Livgardet till häst församling var en militärförsamling vid Livgardet till häst från 1806 till 30 april 1927 i Stockholm. Församlingen bildades i Stockholm 1772 för Lätta dragonkåren av Livgardet eller av Konungens liv- och hustrupper, som 1797 ombildades till Konungens lätta liv- och dragonregemente som 1806 blev Livgardet till häst.
I och med försvarsbeslutet 1925 avvecklades de flesta militärförsamlingar och församlingen lades ned den 30 april 1927.